# Anzeige (Medien)

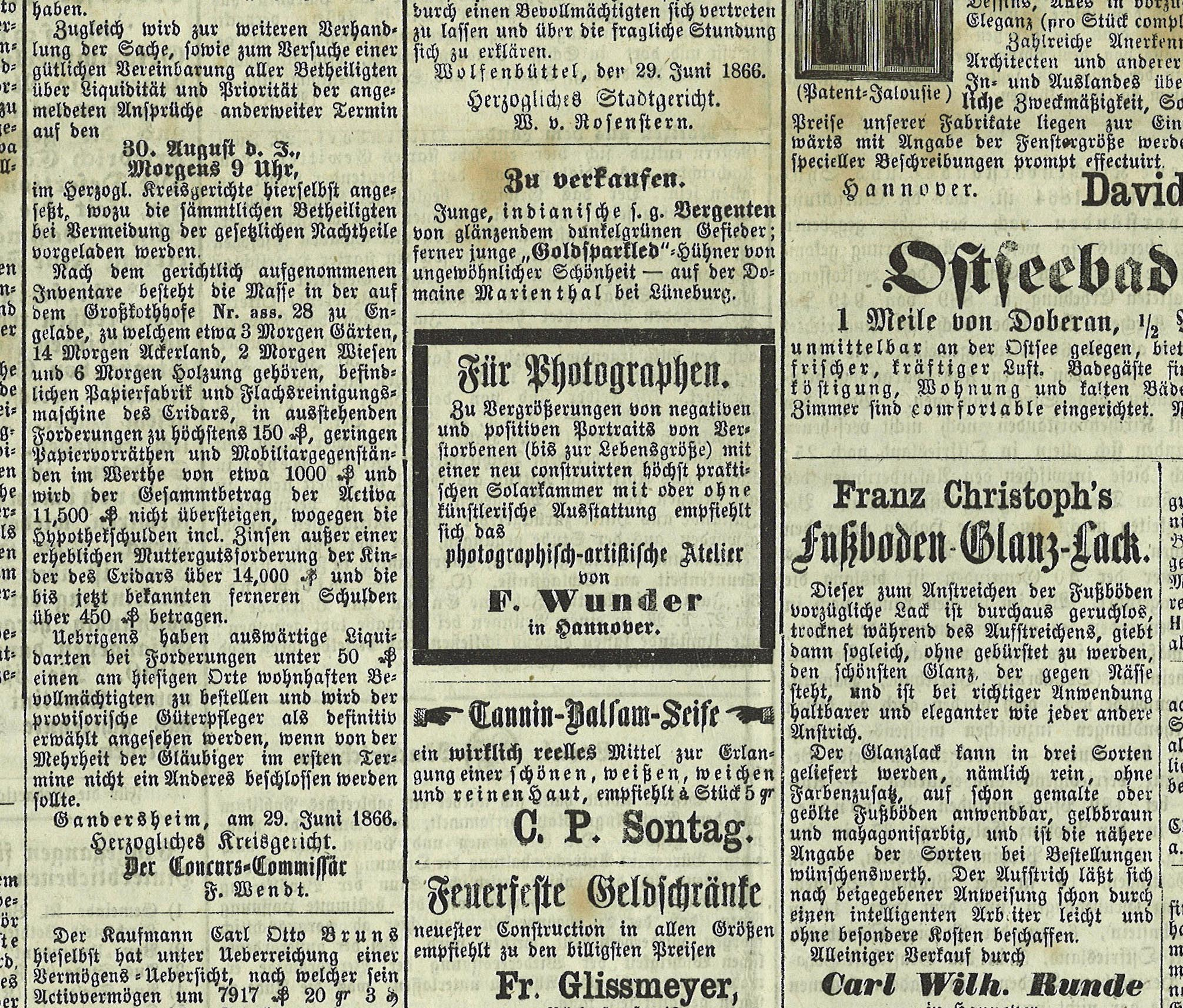
Anzeigen im Hannoverschen Kurier von 1866

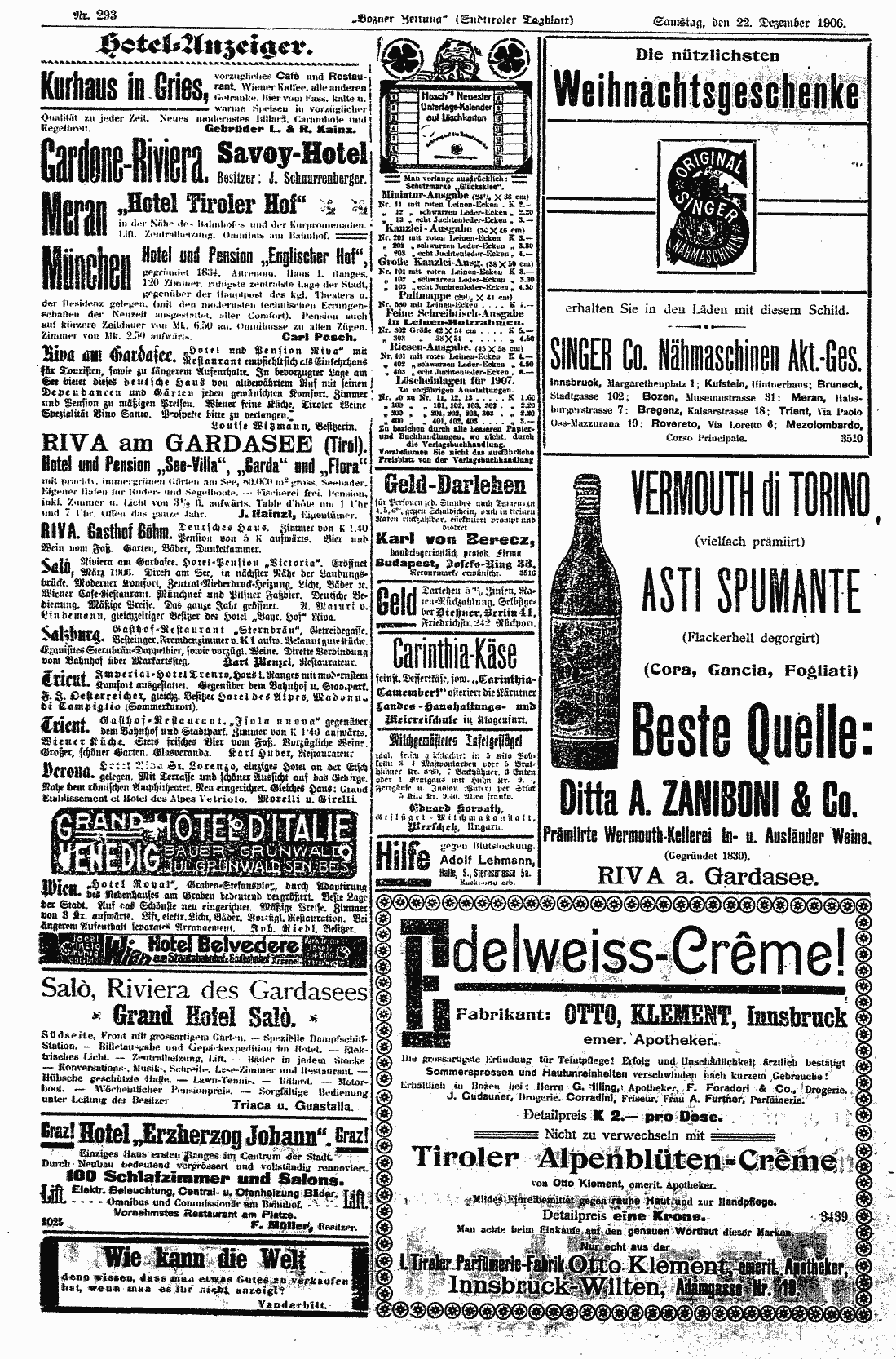
Anzeigenseite der Bozner Zeitung von 1906

Eine Anzeige ist eine öffentliche Ankündigung oder Bekanntmachung, die im Auftrag und im Interesse des Bekanntmachenden und in der Regel gegen Bezahlung als Werbebotschaft in einer Druckschrift abgedruckt oder in anderen Medien veröffentlicht wird.
Sinngleich verwendet werden die Bezeichnungen Annonce (frz. Ankündigung) und Inserat.
Das Aufgeben bzw. die Veröffentlichung einer Anzeige wird auch als Insertion bezeichnet.

## Inhalte von Anzeigen

Anzeigenseite in der Kölnischen Zeitung mit zahllosen arbeitssuchenden „Dienstmädchen“ (1881)

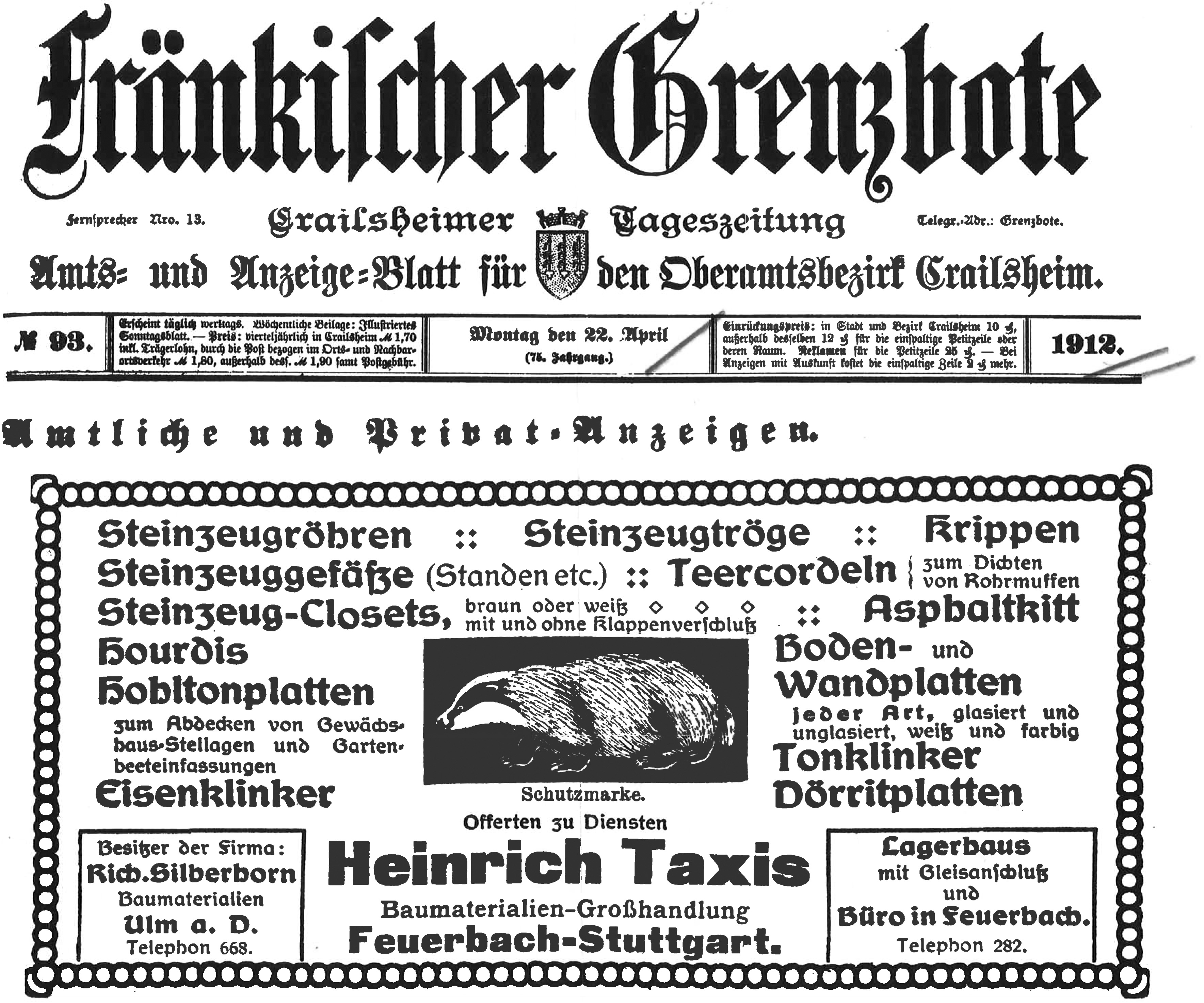
Zeitungsanzeige von 1912 der Heinrich Taxis GmbH + Co KG im Fränkischen Grenzboten (Crailsheim)

### Produkt- und unternehmensbezogene Inhalte
Eine Anzeige dient der Information und Bekanntmachung, der Werbung oder der Vermittlung. Die Werbewirtschaft unterscheidet zwischen Image-, Produkt- und Coupon-Anzeigen. Letztere enthält einen abtrennbaren Antwortabschnitt, der dem Leser eine direkte Bestellung oder Kontaktaufnahme ermöglicht. Anhand dieser Rückmeldung kann der wirtschaftliche Erfolg der Werbeaktion gemessen werden. Image- und Produktanzeigen werden der klassischen Werbung, Coupon-Anzeigen dem Direktmarketing zugerechnet.

### Menschenbezogene Inhalte
Neben Produkt- oder Image-Werbung werden auch Stellenangebote, Kontakt- oder Todesanzeigen abgedruckt. Gelegentlich werden per Anzeige Menschen gesucht, die sich für Befragungen zu definiertem Zweck zur Verfügung stellen.

### Nicht abgedruckte Inhalte
Die Anzeigenabteilung kann eine Veröffentlichung ablehnen, wenn der Text
- gesetzeswidrig ist (z. B. wenn bei einem Inserat zum Verkauf einer Waffe ein laut § 35 Abs. 1 Waffengesetz vorgeschriebener Hinweis wie „Abgabe nur an Inhaber einer Erwerbserlaubnis“ fehlt);
- den eigenen Regeln zur Veröffentlichung widerspricht (z. B. Waffen, Erotik etc.);
- ihrer politischen Richtung oder Weltanschauung widerspricht (Verlage sind Tendenzbetriebe).

Weitere Ablehnungsgründe können nicht erfüllte technische Voraussetzungen oder auch monetäre Probleme (mangelnde Bonität) des Inserenten sein. Der Anzeigenleiter übernimmt stellvertretend für den Verleger die zivilrechtliche sowie die strafrechtliche Verantwortung.

## Anzeigenverkauf
Anzeigenabteilungen akquirieren Anzeigenkunden, verkaufen Anzeigen und bearbeiten die Aufträge (Anzeigendisposition) bis zur Drucklegung. Außendienstmitarbeitern, denen ein bestimmtes Gebiet oder Branche zugewiesen wird, um dort Aufträge zu akquirieren, arbeiten zumeist auf Provisionsbasis. Es gibt Verlage, die ihren Außendienst über freie Anzeigenvertreter abwickeln, die ausschließlich Provision erhalten, d. h. kein Festgehalt (Fixum) beziehen. Ist hingegen der Außendienst an den Verlag angegliedert, dann nennt man die Mitarbeiter Verlagsvertreter. Diese erhalten vom Verlag ein Grundgehalt und zusätzlich eine Provision. Die Sozialversicherungen werden ebenfalls vom Verlag übernommen.
Zu bezahlen ist eine Annonce vom Inserenten oder der von ihm beauftragten Mediaagentur. Je nach strategischer Ausrichtung eines Verlages können Kleinanzeigen sowie Anzeigen von Werbetreibenden (sogenannte gewerbliche Anzeigen) wesentlich zur Gesamtfinanzierung einer Zeitung oder Zeitschrift beitragen. Das Anzeigengeschäft sollte den Verlag und seine Publikationen von äußeren Einflüssen unabhängig machen. Da die Verlage aber auf das Anzeigengeschäft angewiesen sind, gehen sie vermehrt auf Inserentenwünsche und die geforderten Konditionen (Rabatte, Naturalrabatte) von Kunden und Agenturen ein.
Kleinanzeigen werden nach Zeilen (vor allem bei Privatanzeigen üblich), nach Zeichen (selten) oder nach Spalten-Millimeterpreis berechnet. Letzteres ist insbesondere bei gewerblichen Anzeigen üblich; Beispiel: eine einspaltige Anzeige mit 10 mm Höhe hat 10 Spaltenmillimeter; eine zweispaltige von 10 mm hat 2 Spalten × 10 mm = 20 Spaltenmillimeter usw. Formatanzeigen werden nach Größe, Farbigkeit, technischer Leistung, Belegung, Saison, evtl. Wochentag (so kann etwa eine Immobilien- oder Kfz-Anzeige samstags teurer sein als mittwochs) und vor allem nach der Platzierung berechnet. Zuschläge sind vor allem für Titel- oder Umschlagsplatzierungen (U2, U3, U4) üblich.
Es gibt eine Vielzahl von Rabatten und Nachlässen im Anzeigenverkauf, etwa bei Schaltung mehrerer Anzeigen oder bei Schaltung verschiedener Anzeigen eines Unternehmens in mehreren Titeln eines Verlages (sogenannter Kombinationsrabatt). Daneben gibt es Skonto, Boni oder Agenturprovisionen.
Außerdem sind sogenannte Abschlüsse bzw. Commitments üblich, bei denen sich der Kunde im Voraus zur Abnahme einer bestimmten Anzeigenmenge (in Spaltenmillimeter oder als Anzahl Schaltungen) verpflichtet. Die dabei erzielten Rabatte sind gestaffelt; üblich sind Malstaffel (Menge der geschalteten Anzeigen in verschiedenen Ausgaben) und Mengenstaffel (nach Seiten oder Spaltenmillimetern berechnet). Die Abrechnung erfolgt in der Regel nach dem Bestprinzip, d. h. hat der Kunde mehr Anzeigen abgenommen als ursprünglich vereinbart, erhält er ggf. den Rabatt der nächsthöheren Stufe.
Bei Zeitungen unterscheidet man zwischen Textteil- und Anzeigenteil-Anzeigen. Dabei kann eine unterschiedliche Spaltenbreite vorliegen, wenn eine Zeitung z. B. sechs Textspalten und sieben Anzeigenspalten pro Seite aufweist (in diesem Fall fließt ein entsprechender Faktor in die Preisberechnung ein). In Zeitschriften gibt es diese Unterscheidung meist nicht. Auf Grund der verschiedenen Druckverfahren sind Anzeigen in Zeitungen immer im Satzspiegel angelegt. Bei Zeitschriften sind die Anzeigen fast immer seitenfüllend (mit Anschnitt).
Wegen der besseren Übersicht im Anzeigenteil sind die Anzeigen meist thematisch zusammengefasst, in Immobilien, Arbeitsplatzsuche, An- und Verkauf von Kraftfahrzeugen. Die Inserate können entweder als normale Textzeilen (oft mit verschiedenen Schriftgrößen zur Auswahl), als Foto-Anzeige oder als grafisch gestaltete Layouts veröffentlicht werden.

## Weitere Anzeigenformen

### Eigenanzeige
Die Eigenanzeige ist ein Mittel des Verlages, kostengünstig für sich selbst oder für Derivate des Hauses (CDs, Hörbücher, Internetseiten etc.) zu werben.
Bei Kooperations-Anzeigen werben mehrere Unternehmen eines Bereichs gemeinsam für ein Produkt oder Dienstleistung.
Die Händlerwerbung ermöglicht es kleineren Filialen, mit Unterstützung des Gesamtunternehmens/Konzerns Werbung zu betreiben.
Karitative oder gemeinnützige Anzeigen werden stark rabattiert oder kostenlos veröffentlicht. Sind diese kostenfrei, so werden sie oftmals als Füller verwendet.
Sonderformate (auch AdSpecials genannt) sind ungewöhnliche Darstellungsformen von Anzeigen, die den Leser überraschen und so eine gesteigerte Aufmerksamkeit erreichen sollen. Waren früher drucktechnisch aufwendige Produktionen eher die Ausnahme, so haben in den vergangenen Jahren immer mehr Druckereien technisch aufgerüstet und können vielfältige Sonderformate standardisiert und damit preisgünstiger anbieten.

### Familienanzeigen
Mit der Entstehung der modernen Zeitungen, der Intelligenzblätter im 18. Jahrhundert, begann neben kommerziellen Anzeigen auch die gedruckte Bekanntmachung von Familien-Ereignissen, vor allem Geburten, Heiraten und Todesfällen. Dabei formulieren, bestellen und bezahlen Familienangehörige (Eltern, Kinder, Hinterbliebene) private Anzeigen in jedermann zugänglichen, gedruckten und durch ihre Druckauflage verbreitete, öffentliche und kommerzielle Zeitungen und Periodika. Familienanzeigen bilden seitdem eine wesentliche Einnahmequelle aller Zeitungen.
Historische Vorläufer der gedruckten Familienanzeigen waren noch handschriftliche, aber bereits standardisierte Benachrichtigungen, die verschickt wurden. Als Vorläufer der Todesanzeigen können die auf Martin Luther zurückgehenden gedruckten Leichenpredigten des 16. bis 18. Jahrhunderts angesehen werden, in denen die Familien die bei einem Todesfall vom Geistlichen gesprochene Predigt mit Nachruf als ostentativ religiöse und fromme Schrift veröffentlichte. Diese wurde mit zum Teil umfangreicheren Biographien, Genealogien und dergleichen angereichert und häufig luxuriös zur Verbreitung gedruckt. Die Todesanzeige in den modernen Intelligenzblättern hat als moderne, kostengünstige Kurzfassung anscheinend die alte, teurere Form der Leichenpredigten verdrängt.
Familienanzeigen haben sich im Laufe ihrer jahrhundertelangen Geschichte vielfältig verändert. Heiratsanzeigen werden beispielsweise seit Mitte des 20. Jahrhunderts zunehmend nicht mehr von den Eltern, sondern vom Hochzeitspaar selbst veröffentlicht. Geburtsanzeigen werden heute oft verfremdet, indem soeben Neugeborene scheinbar selbst ihre Geburt durch eigene öffentliche Zeitungsanzeige bekannt machen oder sonstige humorvolle Formulierungen mit entsprechenden Bildern verwendet werden. Fast völlig verschwunden sind Anzeigen zur Verlobung.
Eine neue Art von Familienanzeigen entstand in der Bundesrepublik Deutschland etwa in den 1970er Jahren in Gestalt von Zeitungs-Dankanzeigen anlässlich der Kommunion oder Konfirmation. Damit schalten einzelne katholische Kommunionskinder (also ca. Neunjährige) bzw. evangelische Konfirmand(inn)en (also ca. 14-jährige Heranwachsende) im eigenen Namen Anzeigen in Lokalzeitungen, in denen sie sich z. T. auch im Namen der Eltern öffentlich für die reichlichen Geschenke und Glückwünsche bedanken, die sie anlässlich der Kommunion bzw. Konfirmation erhalten haben. In der DDR entwickelten sich entsprechende Zeitungsanzeigen anlässlich der dortigen Jugendweihe.
Eine weitere Anzeigensparte sind die heute verbreiteten Glückwunsch- und Gruß-Anzeigen. In ihnen werden Gratulationen usw. zu allen Arten von persönlichen Ereignissen wie Kommunion, Trauungen, Geburtstagen, Jubiläen, Genesungen, Examen u. a. von Familienangehörigen oder Dritten angezeigt. Anzeigende wie Adressaten bleiben meist mit Vornamen (oder auch Spitznamen) anonymisiert. Deshalb ist fraglich, ob hier noch die öffentliche Informationsfunktion der klassischen Familienanzeige vorliegt oder eher eine Binnenkommunikation innerhalb kleiner geschlossener Familien- und Freundeskreise über das öffentliche Medium Zeitung.
Auch hier ist – wie bei den Anzeigenblättern (s. u.) – den Printmedien mit dem Internet inzwischen Konkurrenz erwachsen. Es gibt Portale, die – teilweise kostenlos – ihren Nutzern die Möglichkeit bieten, Familienanzeigen individuell zu gestalten, allgemein zu veröffentlichen und gezielt per E-Mail zu versenden. Einmal veröffentlichte Anzeigen können dort von jedermann zu jeder Zeit und an jedem Ort der Welt in einer Datenbank gesucht, gelesen und kommentiert werden. Durch den Aspekt der unmittelbaren Interaktion erhält der Begriff „Familienanzeige“ eine erweiterte Bedeutung hin zu einer Online-Community.
Familienanzeigen sind seit ihrer Entstehung über die jeweilige Informationsaussage hinaus wegen der offenen Gestaltungsmöglichkeit durch Angabe von
- Titeln
- Orden
- Wohnorten
- Daten
- Verwandtschaftsbeziehungen
- religiösen und weltlichen Bibel-, Gedicht- u. a. Zitaten
- grafischen Illustrationen (Kreuze, Ringe, Tauben, gefaltete Hände, Blumenkränze, Porträt-Fotos u. a.)

ein sowohl individuell als auch gesellschaftlich wichtiges Medium der öffentlichen Repräsentation und Selbstdarstellung (Statussymbol). Für Soziologie bzw. Sozialgeschichte, Sozialpsychologie, Mentalitätsgeschichte, Linguistik, Mediengeschichte sowie für die Biographie- und Familienforschung sind Familienanzeigen eine vielschichtig, aufschlussreiche und aussagekräftige historische Quellengattung. Die Sammlung und Auswertung historischer Familienanzeigen steht noch ganz am Anfang und eröffnet viele ergiebige Forschungsmöglichkeiten.